# Wypadek kolejowy na moście Storebæltsbroen
Wypadek kolejowy na moście Storebæltsbroen – wypadek kolejowy, który wydarzył się 2 stycznia 2019 na moście Storebæltsbroen w Danii. W jego wyniku śmierć poniosło 8 osób, a 16 zostało rannych.
Most Storebæltsbroen znajduje się nad Wielkim Bełtem i łączy duńskie wyspy Fionia i Zelandia. Do wypadku doszło około godziny 7:35. Pociąg pasażerski, składający się z dwóch połączonych spalinowych zespołów trakcyjnych IC4, jechał z Aarhus przez Odense do Kopenhagi. Podróżowało nim 131 osób oraz troje pracowników kolei. Po przeciwnym torze poruszał się pociąg towarowy przewożący na platformach puste oplandekowane naczepy, należące do przedsiębiorstwa piwowarskiego Carlsberg Group. Porywisty wiatr przesunął jedną z naczep, ta spadła z platformy na tor, po którym poruszał się skład pasażerski. Pociąg pasażerski gwałtownie zahamował, mimo to doszło do zderzenia z naczepą.
W czasie, gdy miał miejsce wypadek, trwał sztorm. Niedługo wcześniej wznowiono ruch na moście po nocnym wstrzymaniu go właśnie z powodu porywistego wiatru. Obowiązywało zezwolenie wyłącznie na ruch pociągów „niewrażliwych na wiatr”.
Wypadek ten był najpoważniejszym w historii duńskich kolei od czasu wypadku kolejowego w okolicy Sorø, w 1988 roku.